# Mars Surveyor 2001

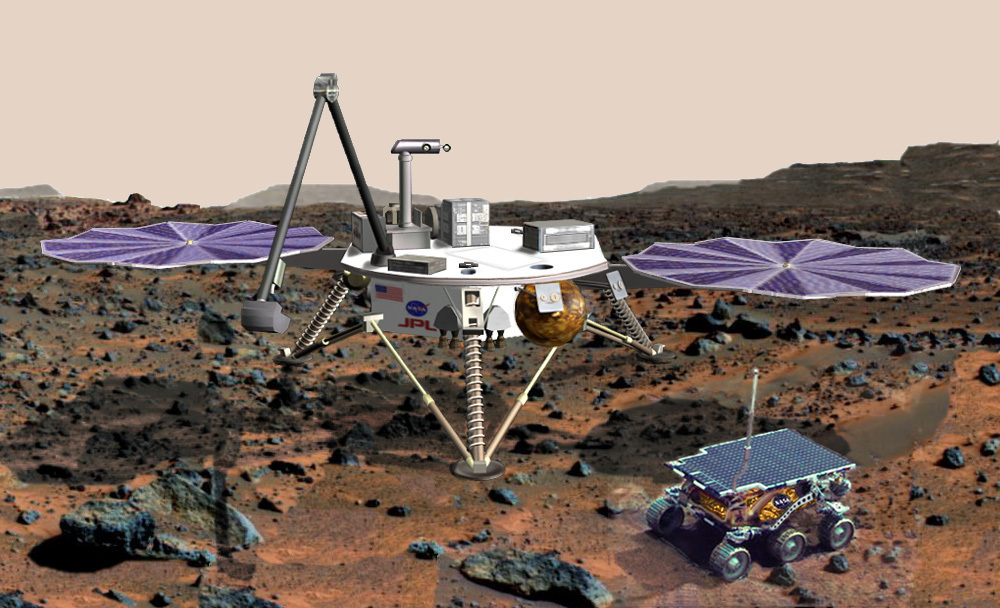
Враження художників про посадковий апарат і марсохід Mars Surveyor 2001.

Mars Surveyor 2001 — скасована американська місія міжпланетної станції на Марс. Планувалася до запуску в жовтні 2001 року. Включала в себе Орбітальний апарат і Посадковий апарат Mars Surveyor 2001 Lander з марсоходом. Марсохід отримав ім'я «Афіна». Це була збільшена і поліпшена копія «Соджорнер», що літав в 1997 році.

## Скасування місії
В травні 2000 року місія була скасована через дефекти в конструкції посадки, які погрожували поломкою станції на етапі посадки. Орбітальний апарат був перетворений в «Марс Одіссей», і полетів в 2001 році. Посадковий апарат лежав на складі, а в 2004 році його почали переобладнувати в «Фенікс», який успішно злітав у 2007 році.

## Інтернет-ресурси
- NSSDC Master Catalog entry
- Mars Surveyor 2001 rover
- Workshop on Mars 2001: Integrated Science in Preparation for Sample Return and Human Exploration (papers describing mission and experiments) (11 M pdf)
- MIP Experiment summary, presented at Lunar and Planetary Science XXX, Houston, TX (1999).